# Heard Ya Say!
Heard Ya Say! je drugi studijski album slovenske keltske punk skupine Happy Ol' McWeasel, izdan 17. marca 2015.

## Seznam pesmi
Vse pesmi je napisala skupina Happy Ol' McWeasel.
| Št.             | Naslov                | Dolžina |
| --------------- | --------------------- | ------- |
| 1.              | „Heard Ya Say!‟       | 3:56    |
| 2.              | „Good Deeds‟          | 3:08    |
| 3.              | „Away‟                | 3:19    |
| 4.              | „On Your Own‟         | 3:49    |
| 5.              | „Badger and the Coon‟ | 3:10    |
| 6.              | „Join the Crew‟       | 2:33    |
| 7.              | „Not True‟            | 3:48    |
| 8.              | „Can't Wait‟          | 3:16    |
| 9.              | „Blow‟                | 3:32    |
| 10.             | „Left Behind‟         | 4:10    |
| 11.             | „Running Through‟     | 3:39    |
| 12.             | „World to See‟        | 2:53    |
| Skupna dolžina: | Skupna dolžina:       | 41:34   |

## Zasedba

### Happy Ol' McWeasel
- Gregor Jančič — vokal, akustična kitara
- Primož Zajšek — harmonika
- Tine Trapečar — bendžo, akustična kitara
- Aleš Pišotek — električna kitara
- Martin Bezjak — viola
- Matej Kosmačin — bas kitara
- Aleš Voglar — bobni, tolkala

### Ostali
- Mika Jusilla — mastering